# Lista de filmes da Searchlight Pictures
Esta é uma lista de filmes produzidos e lançados pelo estúdio de cinema americano Searchlight Pictures desde 2020.
Todos os filmes listados são lançamentos teatrais, a menos que especificado.
- Filmes marcados com um símbolo ‡ significam um lançamento via streaming exclusivamente por meio do Hulu, Disney ou do hub de conteúdo Star/Star+.

## Anos 2020
| Data de lançamento      | Título                                    | Notas |
| ----------------------- | ----------------------------------------- | --- |
| 14 de fevereiro de 2020 | Downhill                                  | coprodução com TSG Entertainment, Filmhaus Films e Likely Story; Primeiro longa-metragem lançado sob o nome Searchlight Pictures |
| 28 de fevereiro de 2020 | Wendy                                     | co-financiamento e distribuição nos Estados Unidos; coprodução com a TSG Entertainment, Department of Motion Pictures e Journeyman Pictures |
| 28 de agosto de 2020    | The Personal History of David Copperfield | distribuição norte-americana; coprodução com FilmNation Entertainment e Film4 |
| 29 de janeiro de 2021   | Nomadland                                 | coprodução com Highwayman Films, Hear/Say Productions e Cor Cordium Productions; co-distribuído com Hulu em 19 de fevereiro de 2021 Oscar de Melhor Filme Critics' Choice Award de Melhor Filme Leão de Ouro Producers Guild of America de Melhor Filme BAFTA de Melhor Filme Globo de Ouro de Melhor Filme Dramático |
| 25 de junho de 2021     | Summer of Soul                            | somente distribuição; produzido por Onyx Collective, RadicalMedia, Mass Distraction Media, Vulcan Productions, Concordia Studio, Play/Action Pictures e LarryBilly Productions; co-distribuído com Hulu em 2 de julho de 2021 Indicado ao Oscar de Melhor Documentário de Longa Metragem Indicado ao Prêmio do Sindicato de Produtores da América de Melhor Documentário de Longa Metragem Indicado ao BAFTA de Melhor Documentário Indicado ao Grammy Award para Melhor Vídeo Musical |
| 20 de agosto de 2021    | The Night House                           | coprodução com Anton, TSG Entertainment e Phantom Four Films |
| 17 de setembro de 2021  | The Eyes of Tammy Faye                    | coprodução com Freckle Films, MWM Studios, TSG Entertainment e Semi-Formal Productions |
| 22 de outubro de 2021   | The French Dispatch                       | coprodução com Indian Paintbrush e American Empirical Pictures |
| 29 de outubro de 2021   | Antlers                                   | coprodução com TSG Entertainment, Phantom Four e Double Dare You Productions |
| 17 de dezembro de 2021  | Nightmare Alley                           | coprodução com TSG Entertainment e Double Dare You Productions Indicado ao Oscar de Melhor Filme Indicado ao Critics' Choice Award de Melhor Filme |
| 4 de março de 2022      | Fresh ‡                                   | coprodução com Hyperobject Industries e Legendary Entertainment; distribuído pelo Hulu nos Estados Unidos, Star+ na América Latina e Disney+ internacionalmente via Star |
| 3 de junho de 2022      | Fire Island ‡                             | coprodução com Jax Media; distribuído pelo Hulu nos Estados Unidos, Star+ na América Latina e Disney+ internacionalmente via Star |
| 17 de junho de 2022     | Good Luck To You, Leo Grande ‡            | distribuição apenas nos EUA; distribuído pelo Hulu nos Estados Unidos; Indicado ao Prêmio BAFTA de Melhor Filme Britânico |
| 29 de julho de 2022     | Not Okay ‡                                | coprodução com Makeready; distribuído pelo Hulu nos Estados Unidos, Star+ na América Latina e Disney+ internacionalmente via Star |
| 16 de setembro de 2022  | See How They Run                          | coprodução com TSG Entertainment e DJ Films; Indicado ao Prêmio BAFTA de Melhor Filme Britânico |
| 21 de outubro de 2022   | The Banshees of Inisherin                 | coprodução com Blueprint Pictures, Film4 e TSG Entertainment; Vencedor do Prêmio BAFTA de Melhor Filme Britânico Vencedor do Globo de Ouro de Melhor Filme - Musical ou Comédia Indicado ao Oscar de Melhor Filme Indicado ao BAFTA de Melhor Filme Indicado ao Critics' Choice Movie Award de Melhor Filme Indicado ao Critics' Choice Movie Award de Melhor Comédia Indicado ao Golden Lion Indicado ao Producers Guild of America Award de Melhor Filme de Cinema                   |
| 18 de novembro de 2022  | The Menu                                  | coprodução com Hyperobject Industries e TSG Entertainment |
| 9 de dezembro de 2022   | Empire of Light                           | coprodução com Neal Street Productions e TSG Entertainment |
| 31 de março de 2023     | Rye Lane ‡                                | coprodução com BBC Film, BFI, DJ Films e Turnover Films; distribuído pelo Hulu nos EUA, Star+ na América Latina, e Disney+ internacionalmente via Star |
| 20 de abril de 2023     | Quasi ‡                                   | coprodução com Broken Lizard Industries; distribuído pelo Hulu nos EUA, Star+ na América Latina, e Disney internacionalmente via Star |
| 21 de abril de 2023     | Chevalier                                 | coprodução com Element Pictures |
| 9 de junho de 2023      | Flamin' Hot ‡                             | coprodução com Franklin Entertainment;distribuído pelo Hulu e Disney+ nos EUA, Star+ na América Latina, e Disney+ internacionalmente via Star |
| 14 de julho de 2023     | Theater Camp                              | apenas distribuição; produzido por Topic Studios, Picturestart e Gloria Sanchez Productions Indicado ao Grand Jury Prize Dramatic |
| 8 de novembro de 2023   | The Last Repair Shop                      | apenas codistribuição com L.A Times Studios; produzido por Breakwater Studios; Vencedor do Oscar de melhor documentário de curta-metragem Vencedor do Critics' Choice Documentary Award de Melhor Documentário de Curta-metragem |
| 17 de novembro de 2023  | Next Goal Wins                            | coprodução com Imaginarium Productions |
| 8 de dezembro de 2023   | Poor Things                               | coprodução com Element Pictures, TSG Entertainment, Film4, Limp e Fruit Tree; Vencedor do Golden Lion Vencedor do Prêmio Globo de Ouro de Melhor Filme - Musical ou Comédia Indicado ao Oscar de Melhor Filme Indicado ao BAFTA de Melhor Filme Indicado ao Critics' Choice Movie Award de Melhor Filme Indicado ao Critics' Choice Movie Award de Melhor Comédia Indicado ao Producers Guild of America Award de Melhor Filme de Cinema                                               |
| 22 de dezembro de 2023  | All Of Us Strangers                       | coprodução com Blueprint Pictures e Film4; Indicado ao BAFTA de Melhor Filme Britânico Indicado ao GLAAD Media Award de Melhor Filme - Wide Release Indicado ao Independent Spirit Award de Melhor FIlme |
| 2 de fevereiro de 2024  | Suncoast ‡                                | coprodução com Freestyle Picture Company, Seven Deuce Entertainment e 3 Arts Entertainment; distribuído pelo Hulu nos EUA, Star+ na América Latina, e Disney+ internacionalmente via Star |
| 5 de abril de 2024      | The Greatest Hits ‡                       | coprodução com Groundswell Productions e Flying Point; distribuído pelo Hulu nos EUA, Star+ na América Latina, e Disney+ internacionalmente via Star |
| 21 de junho de 2024     | Kinds of Kindness                         | coprodução com Element Pictures e Film4; Indicado ao Palme d'Or |
| 23 de agosto de 2024    | The Supremes At Earl's All-You-Can-Eat ‡  | coprodução com Temple Hill Entertainment; distribuído pelo Hulu nos EUA e Disney+ internacionalmente via Star |
| 3 de outubro de 2024    | Hold Your Breath ‡                        | coprodução com Mad Dog Films e Secret Engine; distribuído pelo Hulu nos EUA e Disney+ internacionalmente via Star |
| 1 de novembro de 2024   | A Real Pain                               | apenas distribuição; produzido por Topic Studios, Fruit Tree, Extreme Emotions e Rego Park; Prêmio Critics' Choice de Melhor Comédia (empatado com Deadpool & Wolverine) Indicado ao Globo de Ouro de Melhor Filme - Musical ou Comédia Indicado ao Grand Jury Prize Dramatic Indicado ao Prêmio Producers Guild of America de Melhor Filme de Cinema |
| 6 de dezembro de 2024   | Nightbitch                                | coprodução com Archer Gray, Annapurma Pictures e Defiant By Nature; lançado diretamente no Disney+ via Star fora dos EUA |
| 25 de dezembro de 2024  | A Complete Unknown                        | coprodução com The Picture Company, White Water, Range Media Partners, Turnpike Films e Veritas Entertainment Group; Indicado ao Oscar de Melhor Filme Indicado ao BAFTA de Melhor Filme Indicado ao Critics' Choice Movie Award de Melhor Filme Indicado ao Globo de Ouro de Melhor Filme - Drama Indicado ao Producers Guild of America de Melhor Filme de Cinema |
| 20 de março de 2025     | O'Dessa ‡                                 | coprodução com RT Features e Department of Motion Pictures;distribuído pelo Hulu nos EUA e Disney+ internacionalmente via Star |

## Futuros filmes
| Data de lançamento   | Título    | Notas                                                   | Status       |
| -------------------- | --------- | ------------------------------------------------------- | ------------ |
| 29 de agosto de 2025 | The Roses | coprodução com South of the River Pictures e SunnyMarch | Pós-Produção |

### Filmes sem data
| Data de lançamento | Título                    | Notas                                                                                              | Status       |
| ------------------ | ------------------------- | -------------------------------------------------------------------------------------------------- | ------------ |
| TBA                | In the Blink of an Eye    | coprodução com Mighty Engine; distribuído pelo Hulu nos EUA e Disney+ internacionalmente via Star. | Pós-Produção |
| TBA                | Is This Thing On?         | coprodução com Lea Pictures                                                                        | Pós-Produção |
| TBA                | Lunik Heist               | coprodução com Gran Via Productions e Paradox                                                      | Pré Produção |
| TBA                | Rental Family             | coprodução com Sight Unseen                                                                        | Pós-Produção |
| TBA                | Ready or Not: Here I Come | [ 6 ]                                                                                              | Filmando     |
| TBA                | Wild Horse Nine           | coprodução com Film4 e Blueprint Picture                                                           | Filmando     |